# Dzsavahéti
Dzsavahéti vagy Dzsavahétia (grúz: ჯავახეთი) Grúzia egyik történelmi régiója, az ország déli részén. Hagyományosan két részre osztott: Felső- és Alsó-Dzsavahéti. A mai Szamche-Dzsavaheti közigazgatási régió része. A 2014-es népszámlálás alapján közel 70 ezer lakosának zöme (95%) örmény.
A fő gazdasági tevékenység ebben a régióban az önellátó gazdálkodás, különösen a burgonyatermesztés és az állattenyésztés.